# ليمور قزم
الليمور القزم (الاسم العلمي: Cheirogaleus)، هو جنس من الثدييات يتبع فصيلة الليموريات فأرية الشكل ضمن رتبة الرئيسيات. جميع أنواع هذا الجنس تستوطن مدغشقر. يبلغ طول جسم أنواع جنس الليمور القزم حوالي 19-27 سم والذيل يبلغ طوله حوالي 16-17 سم.

## الأنواع
اعتباراً من 2018 هناك تسعة أنواع لهذا الجنس.
- ليمور قزم أمبري، Cheirogaleus andysabini
- ليمور قزم فروي الأذنين، Cheirogaleus crossleyi
- ليمور قزم غروفز، Cheirogaleus grovesi
- ليمور قزم لافاوسا، Cheirogaleus lavasoensis
- ليمور قزم كبير، Cheirogaleus major
- ليمور قزم دهني الذيل، Cheirogaleus medius
- ليمور قزم رمادي صغير، Cheirogaleus minusculus
- ليمور قزم أنكرانا، Cheirogaleus shethi
- ليمور سبري القزم، Cheirogaleus sibreei